# Liste der Monuments historiques in Saulxures-lès-Bulgnéville
Die Liste der Monuments historiques in Saulxures-lès-Bulgnéville führt die Monuments historiques in der französischen Gemeinde Saulxures-lès-Bulgnéville auf.

## Liste der Objekte
| Bezeichnung                                    | Beschreibung                                                                         | Standort                       | Kennzeichnung | Schutzstatus | Datum | Bild |
| ---------------------------------------------- | ------------------------------------------------------------------------------------ | ------------------------------ | ------------- | ------------ | ----- | ---- |
| Fünf Tapisserien mit chinesischen Motiven      | Farbe auf Stoff; heute im Musée départemental d’Art ancien et contemporain in Épinal | ehemals im Pfarrhaus           | PM88000900    | Classé       | 1922  |      |
| Gemälde Der heilige Martin teilt seinen Mantel | Ölfarbe auf Leinwand, 1837; nach Anthonis van Dyck                                   | in der Kirche St-Martin (Lage) | PM88001775    | Inscrit      | 2007  |      |